# You Can't Fight What You Can't See
| Recensione | Giudizio |
| ---------- | -------- |
| AllMusic   | [ 1 ]    |

You Can't Fight What You Can't See è il sesto album in studio dei Girls Against Boys, pubblicato il 14 maggio 2002 dalla Jade Tree Records.

## Tracce
Testi e musiche di Alexis Fleisig, Eli Janney, Scott McCould e Johnny Temple.
1. Basstation – 3:44
2. All the Rage – 4:02
3. 300 Looks for Summer – 3:01
4. Tweaker – 3:46
5. Miami Skyline – 3:30
6. Resonance – 4:24
7. BFF – 3:46
8. Kicking the Lights – 3:39
9. One Perfect Thing – 2:55
10. The Come Down – 4:02
11. Let it Breathe – 3:48

Durata totale: 40:37